# Esteban Lamothe
Raúl Esteban Sánchez Lamothe (Florentino Ameghino, Buenos Aires; 30 de abril de 1977) es un actor argentino. 
Se hizo popular por protagonizar la película El estudiante, y por sus participaciones en ficciones televisivas como Sos mi hombre, Farsantes, Guapas, Educando a Nina, Las Estrellas, El marginal, Campanas en la noche y La 1-5/18.

## Biografía
Nació en Florentino Ameghino, el 30 de abril de 1977. Tiene tres hermanos y una hermana. Uno de ellos es el cantante Manolo Lamothe.
Con 17 años, en 1994, se mudó a la ciudad de Buenos Aires. Trabajó hasta los 30 años como mozo, hasta que consiguió roles en películas y tiras de televisión. En 2011, con el film El estudiante logró que su trabajo tenga una mayor visibilidad. A partir de 2012 adquiere mayor popularidad participando en ficciones como Sos mi hombre y Farsantes, ambas transmitidas por Canal 13. Su primer protagónico fue en Guapas, serie transmitida por el mismo canal. En 2015, junto con María Eugenia Suárez, protagonizó la película Abzurdah, en el papel de Alejo. En 2016, protagoniza Educando a Nina, ficción diaria de Underground Producciones transmitida por Telefe. En ese mismo año también interpreta el personaje principal en la serie Estocolmo, identidad perdida con Juana Viale y Luciano Caceres, interpreta al hijo de Fernanda Mistral.
Entre 2017 y 2018 fue uno de los protagonistas de Las Estrellas, encarnó a "Javo" Valdés, el cocinero del hotel de las hermanas Estrella. Obtuvo el Martín Fierro como Actor Protagonista de Ficción Diaria. En 2018 es el protagonista de la segunda parte de El Marginal, en lugar de Juan Minujín. En 2019 protagonizó la tira Campanas en la noche junto a Federico Amador y Calu Rivero, en la que interpreta al villano Vito Paternó. Entre 2021 y 2022 protagonizó La 1-5/18, interpretando a Lorenzo Martinez Arias.

## Vida personal
Entre 2007 y 2017 estuvo en pareja con la actriz Julieta Zylberberg. Tienen un hijo llamado Luis Ernesto nacido en 2012. Luego, entre 2017 y 2021 mantuvo una relación con la actriz y directora de cine Katia Szechtman.

## Filmografía

### Cine
| Año  | Título                                      | Papel               | Notas                                                        |
| ---- | ------------------------------------------- | ------------------- | ------------------------------------------------------------ |
| 2002 | El bonaerense                               | Extra               | Cameo                                                        |
| 2002 | La gran noche                               |                     | Cortometraje                                                 |
| 2004 | La vida por Perón                           | Alfredo             |                                                              |
| 2005 | Tiempo de valientes                         | Liniers             |                                                              |
| 2007 | El pasado                                   | Muchacho            |                                                              |
| 2008 | El nido vacío                               | Mozo                |                                                              |
| 2008 | Historias extraordinarias                   | Marido de Lola      |                                                              |
| 2009 | Castro                                      | Acuña               |                                                              |
| 2009 | Todos mienten                               | JNR                 |                                                              |
| 2010 | Rosalinda                                   | Ernesto             | Mediometraje                                                 |
| 2010 | Lo que más quiero                           |                     |                                                              |
| 2010 | Sábado uno                                  |                     | Cortometraje                                                 |
| 2010 | Restos                                      |                     | Cortometraje                                                 |
| 2011 | El estudiante                               | Roque Espinosa      |                                                              |
| 2011 | Los crímenes                                |                     | Cortometraje                                                 |
| 2011 | Vaquero                                     | Empleado de casting |                                                              |
| 2011 | Nocturnos                                   | Conductor           |                                                              |
| 2012 | La carrera del animal                       |                     |                                                              |
| 2012 | Villegas                                    | Esteban             |                                                              |
| 2013 | Por un tiempo                               | Leandro             |                                                              |
| 2013 | Pensé que iba a haber fiesta                | Omar                |                                                              |
| 2014 | El cerrajero                                | Sebastián           |                                                              |
| 2015 | Presente imperfecto                         | Novio de Macarena   | Cortometraje                                                 |
| 2015 | El 5 de Talleres                            | Patón Bonassiolle   |                                                              |
| 2015 | Escuchá                                     |                     | Cortometraje                                                 |
| 2015 | La patota                                   | Alberto             |                                                              |
| 2015 | Abzurdah                                    | Alejo               |                                                              |
| 2015 | Kryptonita                                  | Cuchillero 2        |                                                              |
| 2016 | Error 404                                   | Charly (voz)        | Cortometraje                                                 |
| 2016 | 2001: mientras Kubrick estaba en el espacio | Amante              |                                                              |
| 2016 | Amateur                                     | Martín Suárez       |                                                              |
| 2018 | La educación del rey                        | Vieytes             |                                                              |
| 2018 | La flor                                     | Gaucho turístico 1  |                                                              |
| 2018 | Yo niña                                     | Pablo               |                                                              |
| 2019 | El bosque                                   | Él mismo            | Cortometraje; también como director, guionista y coproductor |
| 2020 | El cuaderno de Tomy                         | Federico Corona     |                                                              |
| 2020 | La zona caliente                            | Él mismo            | Cortometraje; también como director, guionista y coproductor |
| 2022 | Las noches son de los monstruos             | Gonzalo             |                                                              |
| 2022 | El sistema Keops                            | Agente N°4          |                                                              |
| 2023 | No me rompan                                | Fercho              |                                                              |

### Televisión
| Año           | Título               | Papel                  | Canal       |
| ------------- | -------------------- | ---------------------- | ----------- |
| 2012-2013     | Sos mi hombre        | Jorge Carrizo          | Canal 13    |
| 2013-2014     | Farsantes            | Antonio Manero         | Canal 13    |
| 2014-2015     | Guapas               | Pablo González         | Canal 13    |
| 2016          | Educando a Nina      | Renzo Di Caro          | Telefe      |
| 2016          | Estocolmo            | Gonzalo «Agente» H     | Netflix     |
| 2017-2018     | Las Estrellas        | Javier «Javo» Valdés   | Canal 13    |
| 2018          | El marginal          | Patricio «Doc» Salgado | TV Pública  |
| 2019          | Campanas en la noche | Vito Paternó           | Telefe      |
| 2020          | Puerta 7             | Fabián                 | Netflix     |
| 2021-2022     | La 1-5/18            | Lorenzo Martínez Uria  | Canal 13    |
| 2024-presente | Envidiosa            | Matías Larsen          | Netflix     |
| 2024          | Cromañón             | Ricardo                | Prime Video |

### Web
| Año  | Título    | Papel    | Canal |
| ---- | --------- | -------- | ----- |
| 2015 | Eléctrica | Él mismo | Vimeo |

### Videos musicales
| Año  | Video                    | Artista                |
| ---- | ------------------------ | ---------------------- |
| 2007 | «Ojalá pudiera borrarte» | Maná                   |
| 2019 | «Ouke»                   | Ca7riel y Paco Amoroso |

## Premios y nominaciones
| Año  | Organización                                | Categoría                                          | Trabajo               | Resultado | Ref(s)       |
| ---- | ------------------------------------------- | -------------------------------------------------- | --------------------- | --------- | ------------ |
| 2011 | Premios Sur                                 | Mejor actor                                        | El estudiante         | Nominado  | [ 9 ] [ 10 ] |
| 2011 | Premios Sur                                 | Mejor actor revelación                             | El estudiante         | Ganador   | [ 9 ] [ 10 ] |
| 2012 | Premio Cóndor de Plata                      | Revelación masculina                               | El estudiante         | Ganador   | [ 11 ]       |
| 2012 | Festival Internacional de Cine de Cartagena | Mejor actor                                        | El estudiante         | Ganador   | [ 12 ]       |
| 2012 | Muestra de Cine Latinoamericano de Cataluña | Mejor actor                                        | El estudiante         | Ganador   | [ 13 ]       |
| 2015 | Premios Cóndor de Plata                     | Mejor actor                                        | El cerrajero          | Nominado  | [ 14 ]       |
| 2015 | Premios Sur                                 | Mejor actor                                        | Abzurdah              | Nominado  | [ 15 ]       |
| 2016 | Premios Cóndor de Plata                     | Mejor actor                                        | El 5 de Talleres      | Nominado  | [ 16 ]       |
| 2016 | Premios Tato                                | Mejor actor protagónico de comedia                 | Educando a Nina       | Nominado  | [ 17 ]       |
| 2017 | Premios Martín Fierro                       | Mejor actor protagonista de ficción diaria comedia | Educando a Nina       | Nominado  | [ 18 ]       |
| 2017 | Premios Tato                                | Mejor actor protagónico de ficción diaria          | Las Estrellas         | Nominado  | [ 19 ]       |
| 2018 | Premios Martín Fierro                       | Mejor actor protagonista de ficción diaria         | Las Estrellas         | Ganador   | [ 20 ]       |
| 2025 | Premios Martín Fierro de Teatro             | Mejor actor protagónico off                        | Sombras, por supuesto | Nominado  | [ 21 ]       |